# Жайлаусай
Жайлаусай (каз. Жайлаусай) — село в Хромтауском районе Актюбинской области Казахстана. Входит в состав Табантальского сельского округа. Код КАТО — 156049300.

## Население
В 1999 году население села составляло 165 человек (96 мужчин и 69 женщин). По данным переписи 2009 года, в селе проживало 107 человек (65 мужчин и 42 женщины).